# Schachbundesliga 2007/08 (Schweiz)
In der Saison 2007/08 der Schweizer Bundesliga im Schach lieferten sich Valais und der Titelverteidiger Schachverein Birsfelden/Beider Basel ein Kopf-an-Kopf-Rennen um den Titel. Vor der letzten Runde lag Valais noch mit einem halben Brettpunkt Vorsprung in Führung, da man jedoch gegen den SV Wollishofen nicht über ein 4:4 hinauskam, während Birsfelden/Beider Basel Nimzowitsch Zürich bezwang, gewann Birsfelden/Beider Basel den vierten Titel in Folge.
Aus der 2. Bundesliga war Lugano CS aufgestiegen und erreichte den Klassenerhalt. Rein sportlich wäre Nimzowitsch Zürich als Tabellenletzter abgestiegen, da jedoch N. N. Bern seine Mannschaft zurückzog, erreichte Nimzowitsch Zürich noch den Klassenerhalt.
Zu den gemeldeten Mannschaftskadern der teilnehmenden Vereine siehe Mannschaftskader der schweizerischen 1. Bundesliga im Schach 2007/08.

## Abschlusstabelle
| Pl. | Verein                                   | Sp | G | U | V | MP   | Brett-P.  |
| --- | ---------------------------------------- | -- | - | - | - | ---- | --------- |
| 01. | Schachverein Birsfelden/Beider Basel (M) | 7  | 6 | 0 | 1 | 12:2 | 37,5:18,5 |
| 02. | Valais                                   | 7  | 5 | 1 | 1 | 11:3 | 35,0:21,0 |
| 03. | Basel BVB                                | 7  | 4 | 0 | 3 | 8:6  | 29,5:26,5 |
| 04. | ASK Winterthur                           | 7  | 3 | 1 | 3 | 7:7  | 27,5:28,5 |
| 05. | SV Wollishofen                           | 7  | 3 | 1 | 3 | 7:7  | 27,0:29,0 |
| 06. | N. N. Bern                               | 7  | 2 | 0 | 5 | 4:10 | 24,0:32,0 |
| 07. | Lugano CS (N)                            | 7  | 1 | 2 | 4 | 4:10 | 23,0:33,0 |
| 08. | Nimzowitsch Zürich                       | 7  | 1 | 1 | 5 | 3:11 | 20,5:35,5 |

## Entscheidungen
|     | Schweizer Bundesmeister: Schachverein Birsfelden/Beider Basel     |
|     | Absteiger in die 2. Bundesliga: N. N. Bern (freiwilliger Rückzug) |
| (M) | Meister der letzten Saison                                        |
| (N) | Aufsteiger der letzten Saison                                     |

## Kreuztabelle
| Ergebnisse | Ergebnisse                           | 01. | 02. | 03. | 04. | 05. | 06. | 07. | 08. |
| ---------- | ------------------------------------ | --- | --- | --- | --- | --- | --- | --- | --- |
| 01.        | Schachverein Birsfelden/Beider Basel |     | 2½  | 6   | 5½  | 5   | 5½  | 6   | 7   |
| 02.        | Valais                               | 5½  |     | 6   | 3   | 4   | 5½  | 5   | 6   |
| 03.        | Basel BVB                            | 2   | 2   |     | 6   | 5   | 2½  | 6   | 6   |
| 04.        | ASK Winterthur                       | 2½  | 5   | 2   |     | 5½  | 5   | 4   | 3½  |
| 05.        | SV Wollishofen                       | 3   | 4   | 3   | 2½  |     | 5   | 5   | 4½  |
| 06.        | N. N. Bern                           | 2½  | 2½  | 5½  | 3   | 3   |     | 3   | 4½  |
| 07.        | Lugano CS                            | 2   | 3   | 2   | 4   | 3   | 5   |     | 4   |
| 08.        | Nimzowitsch Zürich                   | 1   | 2   | 2   | 4½  | 3½  | 3½  | 4   |     |

## Aufstiegsspiel zur 1. Bundesliga
Das Aufstiegsspiel zwischen den beiden Siegern der Zweitligastaffeln, Schachclub Niederrohrdorf und Bianco Nero Lugano fand am 31. Mai in Niederrohrdorf statt. Niederrohrdorf gewann mit 4½:3½ und stieg damit in die 1. Bundesliga auf.
| SC Niederrohrdorf    | Bianco Nero Lugano  | Ergebnis |
| -------------------- | ------------------- | -------- |
| Peter Kühn           | Mario Lanzani       | ½:½      |
| Alfred Weindl        | Alec Salvetti       | 1:0      |
| Heinz Wirthensohn    | Aurelio Colmenares  | ½:½      |
| Ralph Buss           | Fabrizio Ranieri    | 1:0      |
| Heinz Schaufelberger | Francesco Antognini | 0:1      |
| Matthias Gantner     | Silvano Saccona     | 1:0      |
| Bernhard Weigand     | Gabriele Botta      | 0:1      |
| Leonhard Müller      | Corrado Astengo     | ½:½      |

## Die Meistermannschaft
| 1.            | SV Birsfelden/Beider Basel |
| Schachfiguren | Vadim Milov, Mihajlo Stojanović, Dejan Pikula, Roland Ekström, Branko Filipović, Jean-Luc Costa, Henryk Dobosz, Georg Siegel, Goran Milošević, Charles Partos, Max Scherer, Philipp Ammann, Hans-Joachim Gierth. |